# 소울 푸드

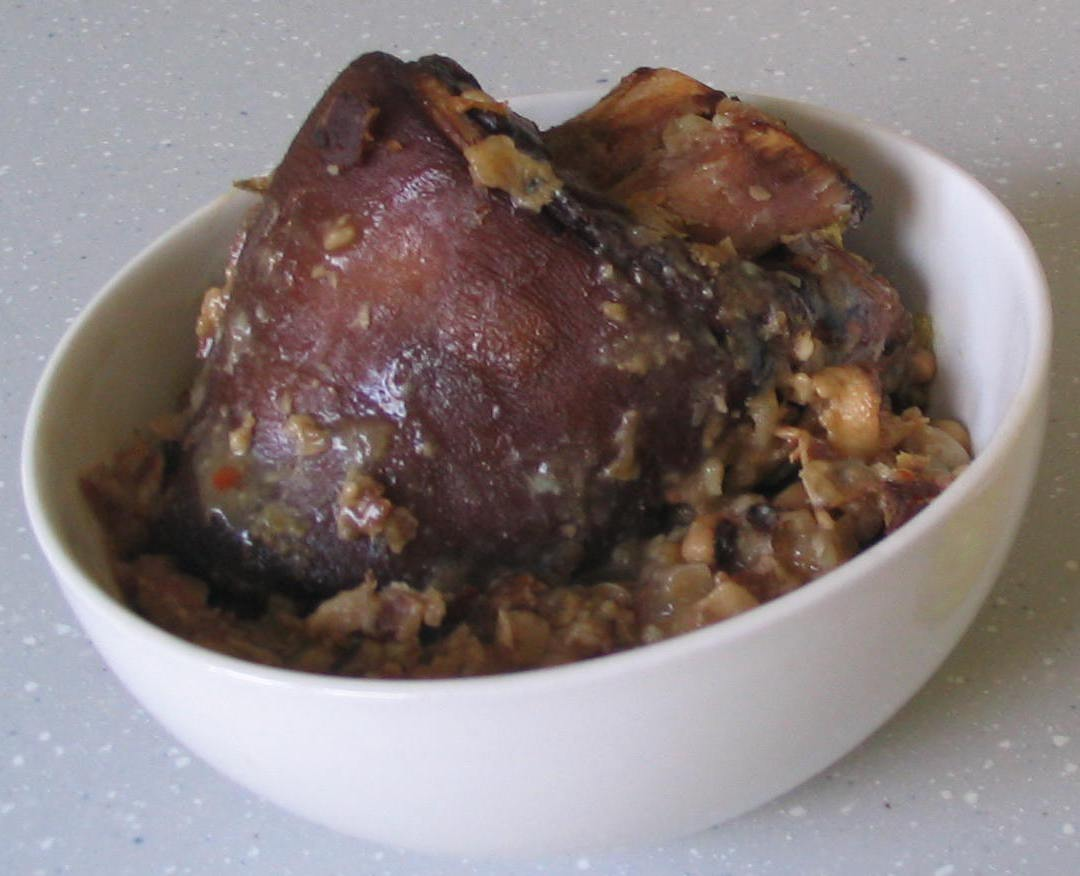
소울푸드 중 하나인 햄혹

소울 푸드(영어: soul food 솔 푸드[*])는 미국 남부에서 노예 제도를 통해 태어난 아프리카계 미국인의 전통 요리의 총칭이다. "솔 푸드"라는 명칭이 정착한 것은 아프리카계 미국인에 관한 일을 가리키는 데 "소울"(Soul)이라는 말이 자주 사용하게 된 1960년대 중반이다.

## 개요
칠면조 버펄로 윙, 콜라그린(족발 위에 콜라드그린을 얹은 요리), 빈라이스 등을 비롯하여 1960년대 시작된 흑인의 식품 열풍으로 인해 더욱 더 개발되어 콘브레드, 미국식 족발, 맥앤치즈 등이 주류를 이루게 되었다. 이들은 향신료를 많이 사용하거나 상대적으로 저가의 음식을 사용하기 때문에 맛이 거칠거나 향신료의 맛이 강한 편이다.

## 같이 보기
- 아프리카 요리
- 아메리카 원주민 요리
- 서아프리카 요리